# Ириг
Ириг је градско насеље и седиште истоимене општине у Сремском округу. Према попису из 2022. било је 3.901 становника.

## Географија
Лежи на веома важној саобраћајници која полази од Новог Сада и преко Иришког венца, и средњим делом јужних обронака Фрушке горе спушта се до Руме. Познат воћарско-виноградарски рејон, са великим винским подрумом.
Има богату културну традицију, а нарочити значај има Прва српска читаоница. Традиционалне манифестације: Доситејеви дани, Пударски дани и друго. Значајни туристички потенцијал су и познати фрушкогорски манастири. Овде се налази Градска целина у Иригу.

## Историја
Ириг је у 19. веку прометно место, трговиште у Срему.
Овде се налазе три православна храма посвећени Светом Николи, Светом Теодору Тирону и Успењу Богородице и римокатоличка црква.
Године 1753. у Иригу је отворена прва основна школа. Учили су се у њој језици: немачки, латински и славјаносербски. Први учитељ је био Михајло Владисављевић. Пописане су 1811. године у месту три школе са по 28, 100 и 112 ђака. Митрополит дабробосански Георгије Николајевић је у младости био учитељ у Иригу.
Ириг је познат по некадашњој „слепачкој школи”, у којој су слепи људи, један другом српске народне јуначке песме приповедали.
У Иригу су тридесетих година 20. века постојали: зграда Фрушкогорске виноградарске задруге, нова Општинска зграда, Здравствена станица, водовод, СК "Витез" (фудбалски клуб) и друго.
Године 1934. у иришком тада новом градском парку био је постављен споменик српском краљу Петру I Карађорђевићу Ослободиоцу. Споменик су подигли својим прилозима грађани, а он је дело руку вајара Јовановића из Сремске Митровице. Ирижани су на оближњем брегу на Фрушкој гори тада поставили и „клупу краља Александра”, у спомен на његову посету Иригу 1919. године.
У Иригу је и седиште Православно-старокатоличког Генералног викаријата Св. Метода  https://web.archive.org/web/20191229061015/http://www.generalni-vikarijat.eu/. Архивирано из оригинала Проверите вредност параметра |url= (помоћ) 29. 12. 2019. г. Приступљено 10. 05. 2025. Недостаје или је празан параметар |title= (помоћ), аутономног органа Међународне Уније народних старокатоличких Цркава, за подручје Србије.

### Иришка читаоница
Прво „Читалиште у Срба” основано је 1842. године у Иригу, у српској школи. Иницијатор је био игуман архимандрит крушедолски Димитрије Крестић. Земунски издавач и књижевник Григорије Возаревић је тада поклонио Српској читаоници у Иригу књигу Доситеја Обрадовића, Писма штампану 1833. године.

## Демографија
У насељу Ириг живи 3.839 пунолетних становника, а просечна старост становништва износи 39,9 година (38,1 код мушкараца и 41,5 код жена). У насељу има 1.686 домаћинстава, а просечан број чланова по домаћинству је 2,87.
Ово насеље је углавном насељено Србима (према попису из 2002. године).
|             | \| Демографија[6] \| Демографија[6] \| Демографија[6] \| \| Година \| Становника \| Становника \| \| -------------- \| -------------- \| -------------- \| \| 1948. \| 4.343 \| \| \| 1953. \| 4.211 \| \| \| 1961. \| 4.442 \| \| \| 1971. \| 4.652 \| \| \| 1981. \| 4.598 \| \| \| 1991. \| 4.414 \| 4.382 \| \| 2002. \| 4.848 \| 4.961 \| \| 2011. \| 4.415 \| \| |            |
| Демографија | |            |
| Година      | Становника | Становника |
| 1948.       | 4.343 |            |
| 1953.       | 4.211 |            |
| 1961.       | 4.442 |            |
| 1971.       | 4.652 |            |
| 1981.       | 4.598 |            |
| 1991.       | 4.414 | 4.382      |
| 2002.       | 4.848 | 4.961      |
| 2011.       | 4.415 |            |

| Етнички састав према попису из 2002.‍ | Етнички састав према попису из 2002.‍ | Етнички састав према попису из 2002.‍ | Етнички састав према попису из 2002.‍ | Етнички састав према попису из 2002.‍ |
| ------------------------------------ | ------------------------------------ | ------------------------------------ | ------------------------------------ | ------------------------------------ |
|                                      |                                      |                                      |                                      |                                      |
| Срби                                 | Срби                                 |                                      | 3.900                                | 80,44%                               |
| Мађари                               | Мађари                               |                                      | 360                                  | 7,42%                                |
| Југословени                          | Југословени                          |                                      | 127                                  | 2,61%                                |
| Хрвати                               | Хрвати                               |                                      | 78                                   | 1,60%                                |
| Црногорци                            | Црногорци                            |                                      | 13                                   | 0,26%                                |
| Македонци                            | Македонци                            |                                      | 9                                    | 0,18%                                |
| Немци                                | Немци                                |                                      | 6                                    | 0,12%                                |
| Украјинци                            | Украјинци                            |                                      | 4                                    | 0,08%                                |
| Словаци                              | Словаци                              |                                      | 4                                    | 0,08%                                |
| Русини                               | Русини                               |                                      | 3                                    | 0,06%                                |
| Муслимани                            | Муслимани                            |                                      | 3                                    | 0,06%                                |
| Словенци                             | Словенци                             |                                      | 2                                    | 0,04%                                |
| Румуни                               | Румуни                               |                                      | 2                                    | 0,04%                                |
| Албанци                              | Албанци                              |                                      | 2                                    | 0,04%                                |
| Руси                                 | Руси                                 |                                      | 1                                    | 0,02%                                |
| Роми                                 | Роми                                 |                                      | 1                                    | 0,02%                                |
| Бугари                               | Бугари                               |                                      | 1                                    | 0,02%                                |
| непознато                            | непознато                            |                                      | 231                                  | 4,76%                                |

| Година | Број  |
| 1787.  | 4.121 |
| 1795.  | 4.813 |
| 1838.  | 3.559 |
| 1910.  | 5.509 |
| 1991.  | 4.414 |
| 2002.  | 4.848 |

| \| \| м \| \| \| ж \| \| ? \| 5 \| \| \| 10 \| \| 80+ \| 35 \| \| \| 77 \| \| 75—79 \| 46 \| \| \| 93 \| \| 70—74 \| 94 \| \| \| 126 \| \| 65—69 \| 118 \| \| \| 194 \| \| 60—64 \| 149 \| \| \| 149 \| \| 55—59 \| 120 \| \| \| 128 \| \| 50—54 \| 155 \| \| \| 180 \| \| 45—49 \| 199 \| \| \| 197 \| \| 40—44 \| 180 \| \| \| 180 \| \| 35—39 \| 169 \| \| \| 177 \| \| 30—34 \| 158 \| \| \| 155 \| \| 25—29 \| 144 \| \| \| 141 \| \| 20—24 \| 155 \| \| \| 177 \| \| 15—19 \| 174 \| \| \| 171 \| \| 10—14 \| 177 \| \| \| 161 \| \| 5—9 \| 141 \| \| \| 129 \| \| 0—4 \| 96 \| \| \| 88 \| \| Просек : \| 38,1 \| \| \| 41,5 \| |      |  |  |      |
| |      |  |  |      |
| | м    |  |  | ж    |
| ? | 5    |  |  | 10   |
| 80+ | 35   |  |  | 77   |
| 75—79 | 46   |  |  | 93   |
| 70—74 | 94   |  |  | 126  |
| 65—69 | 118  |  |  | 194  |
| 60—64 | 149  |  |  | 149  |
| 55—59 | 120  |  |  | 128  |
| 50—54 | 155  |  |  | 180  |
| 45—49 | 199  |  |  | 197  |
| 40—44 | 180  |  |  | 180  |
| 35—39 | 169  |  |  | 177  |
| 30—34 | 158  |  |  | 155  |
| 25—29 | 144  |  |  | 141  |
| 20—24 | 155  |  |  | 177  |
| 15—19 | 174  |  |  | 171  |
| 10—14 | 177  |  |  | 161  |
| 5—9 | 141  |  |  | 129  |
| 0—4 | 96   |  |  | 88   |
| Просек : | 38,1 |  |  | 41,5 |

| Година пописа     | 1948. | 1953. | 1961. | 1971. | 1981. | 1991. | 2002. |
| ----------------- | ----- | ----- | ----- | ----- | ----- | ----- | ----- |
| Број домаћинстава | 1.277 | 1.296 | 1.486 | 1.510 | 1.528 | 1.510 | 1.686 |

| Број чланова      | 1   | 2   | 3   | 4   | 5   | 6  | 7  | 8 | 9 | 10 и више | Просек |
| ----------------- | --- | --- | --- | --- | --- | -- | -- | - | - | --------- | ------ |
| Број домаћинстава | 377 | 408 | 304 | 362 | 151 | 59 | 20 | 3 | 0 | 2         | 2,87   |

| Пол    | Укупно | Неожењен/Неудата | Ожењен/Удата | Удовац/Удовица | Разведен/Разведена | Непознато |
| ------ | ------ | ---------------- | ------------ | -------------- | ------------------ | --------- |
| Мушки  | 1.901  | 577              | 1.164        | 66             | 69                 | 25        |
| Женски | 2.155  | 450              | 1.161        | 414            | 104                | 26        |
| УКУПНО | 4.056  | 1.027            | 2.325        | 480            | 173                | 51        |

| Пол    | Укупно                    | Пољопривреда, лов и шумарство | Рибарство                            | Вађење руде и камена | Прерађивачка индустрија       |
| ------ | ------------------------- | ----------------------------- | ------------------------------------ | -------------------- | ----------------------------- |
| Мушки  | 820                       | 257                           | 0                                    | 1                    | 134                           |
| Женски | 495                       | 66                            | 0                                    | 0                    | 75                            |
| Укупно | 1.315                     | 323                           | 0                                    | 1                    | 209                           |
|        |                           |                               |                                      |                      |                               |
| Пол    | Производња и снабдевање   | Грађевинарство                | Трговина                             | Хотели и ресторани   | Саобраћај, складиштење и везе |
| Мушки  | 18                        | 37                            | 86                                   | 20                   | 44                            |
| Женски | 4                         | 5                             | 65                                   | 13                   | 9                             |
| Укупно | 22                        | 42                            | 151                                  | 33                   | 53                            |
|        |                           |                               |                                      |                      |                               |
| Пол    | Финансијско посредовање   | Некретнине                    | Државна управа и одбрана             | Образовање           | Здравствени и социјални рад   |
| Мушки  | 4                         | 7                             | 62                                   | 21                   | 23                            |
| Женски | 15                        | 12                            | 44                                   | 33                   | 107                           |
| Укупно | 19                        | 19                            | 106                                  | 54                   | 130                           |
|        |                           |                               |                                      |                      |                               |
| Пол    | Остале услужне активности | Приватна домаћинства          | Екстериторијалне организације и тела | Непознато            | Непознато                     |
| Мушки  | 30                        | 0                             | 0                                    | 76                   | 76                            |
| Женски | 24                        | 0                             | 0                                    | 23                   | 23                            |
| Укупно | 54                        | 0                             | 0                                    | 99                   | 99                            |

## Познате личности
- Евстахија Арсић (1776—1843), књижевница и добротвор
- Васа Ешкићевић (1867—1933), сликар
- Борислав Михајловић Михиз (1922 —1997), књижевник
- Небојша Поповић (1923—2001), кошаркаш и тренер
- Пал Хомонаи (1922—2010), сликар
- Петар Матић Дуле (1920—2024), последњи народни херој Југославије
- Анка Матић Грозда (1918-1944), народни херој Југославије